# Эмыкууль
Эмыкууль — река на севере Дальнего Востока России, на острове Айон, протекает по территории Чаунского района Чукотского автономного округа. Длина реки — 26 км.
Название в переводе с чук. Емыкуул — «река звериных нор».
Берёт исток в безымянном озере, протекает в меридиональном направлении, впадает в Чаунскую губу Восточно-Сибирского моря. Крупный приток — Правый Эмыкууль.

## Данные водного реестра
По данным государственного водного реестра России относится к Анадыро-Колымскому бассейновому округу.